# Skutozaur
Skutozaur – żyjący w górnym permie, około 260-250 milionów lat temu, roślinożerny anapsyd. Należał do rodziny Pareiasauridae i występował na terenie obecnej Rosji, która wchodziła w owym czasie w skład superkontynentu Laurazja.
Szczątki kilku osobników odkrył w okolicach Archangielska prof. V. P. Amalitzky.

## Budowa

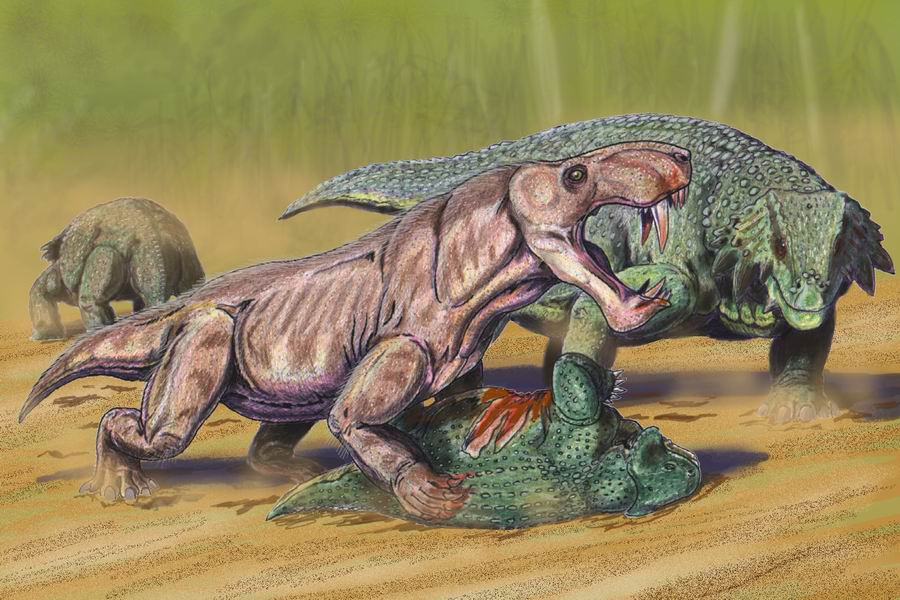
Inostrancevia polująca na młode skutozaury

- Było to zwierzę duże, mierzące 3-6 metrów długości.
- Nazwa scutosaurus znaczy "utarczowiony jaszczur" z powodu jego silnego opancerzenia, składającego się z wielokątnych płyt kostnych, które występowały nieregularnie na grzbiecie i po bokach zwierzęcia oraz mniejszych, na jego kończynach.
- Do obrony służyły też rogowate wyrostki: 2 pod policzkami, chroniące szyję, oraz 1 na pysku zwierzęcia.
- Zęby były płaskie, z wieloma guzkami, jak u legwanów.
- Na uwagę zasługuje pionowe ustawienie kończyn skutozaura, świadczące, że stanowił on najbardziej zaawansowaną ewolucyjnie formę parejazaura. Wiąże się to z zajściem nietypowego procesu ewolucyjnego. Ciało skutozaura umieszczone było wysoko nad ziemią nie wskutek wydłużenia kończyn, ale kości obręczy barkowej.
- Redukcji uległa liczba paliczków zwierzęcia, co sprawiło, że palce skutozaura miały krępy wygląd.

Dane:
Czas: Perm, 250 mln lat temu
Występowanie: Europa (Rosja)
Długość ok. 4m

## Tryb życia i odżywianie
Tereny zamieszkiwane przez skutozaury miały charakter bardzo suchy. Skutozaur był zwierzęciem roślinożernym i musiał prawdopodobnie połykać kamienie, które pomagały mu w trawieniu. Żył prawdopodobnie w stadach w celu lepszej obrony przed drapieżnikami. Główne zagrożenie dla tych zwierząt stanowił zapewne gorgonops Inostrancevia, którego szczątki znaleziono w tej samej co skutozaura formacji skalnej.

## Skutozaur w mediach
- Skutozaury pojawiają się w trzecim odcinku serialu paradokumentalnego Zanim przywędrowały dinozaury.
- Pojawia się również w serialu Siły pierwotne.